# Delostichus xenurus
Delostichus xenurus är en loppart som först beskrevs av Rothschild 1914.  Delostichus xenurus ingår i släktet Delostichus och familjen Rhopalopsyllidae. Inga underarter finns listade i Catalogue of Life.